# Chrysispa
Chrysispa is een geslacht van kevers uit de familie bladkevers (Chrysomelidae).
De wetenschappelijke naam van het geslacht werd in 1897 gepubliceerd door Julius Weise.

## Soorten
- Chrysispa acanthina (Reiche, 1850)
- Chrysispa natalica (Péringuey, 1898)
- Chrysispa paucispina (Weise, 1897)
- Chrysispa viridiaenea (Guérin-Méneville, 1841)
- Chrysispa viridicyanea (Kraatz, 1895)